# 圣欧班 (朗德省)
圣欧班（法語：Saint-Aubin，法語發音：[sɛ̃.t‿obɛ̃] ⓘ）是法国朗德省的一个市镇，属于达克斯区。

## 地理
圣欧班（43°42'40"N, 0°41'49"W）面积9.72 平方千米，位于法国新阿基坦大区朗德省，该省份为法国西南部沿海省份，是法國本土面积第二大的省，北起吉倫特省，西临大西洋，南至大西洋比利牛斯省，东临热尔省，东北与洛特-加龍省接壤。
与圣欧班接壤的市镇（或旧市镇、城区）包括：奥里耶、科佩讷、拉奥斯、拉尔贝、迈利、蒙托、米格龙。

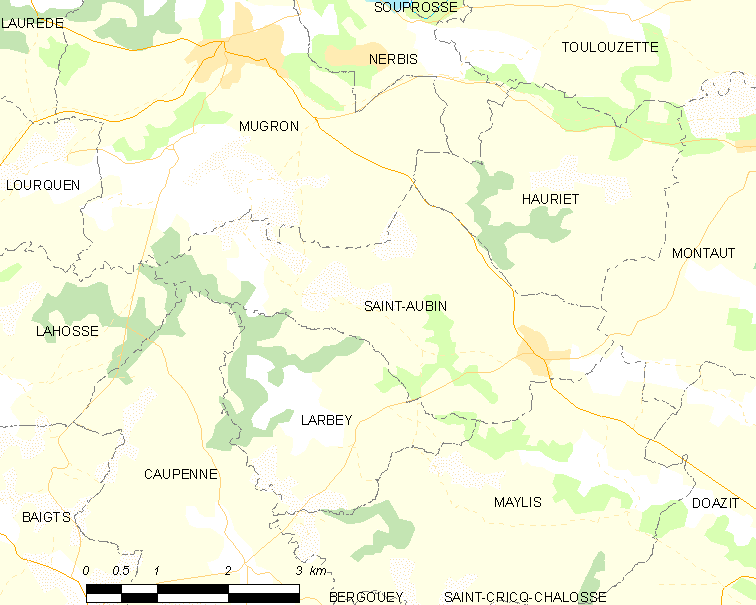
的OSM定位图

圣欧班的时区为UTC+01:00、UTC+02:00（夏令时）。

## 行政
圣欧班的邮政编码为40250，INSEE市镇编码为40249。

## 政治
圣欧班所属的省级选区为沙洛斯山坡县。

## 人口

1962-2008年间人口变化图示

圣欧班于2022年1月1日时的人口数量为500人。